# Klaus Maria Brandauer
Klaus Maria Brandauer (Bad Aussee, Stájerország, 1943. június 22. –) Golden Globe-díjas osztrák színész, rendező.
Eredeti neve Klaus Georg Steng; Maria Brandauer az édesanyja leánykori neve.

## Élete
Brandauer az érettségit követően 1962-től Stuttgartban a Zene- és Előadóművészeti Főiskolára iratkozott be, de két szemeszter elvégzése után otthagyta. Első színházi szerepe a Claudio volt Shakespeare Szeget szeggel című vígjátékában, 1963-ban, a tübingeni színházban. Később a bécsi Josefstadti Színház társulatánál játszott; szélesebb körben Lessing Emilia Galotti című drámájában nyújtott alakítását követően vált ismertté (1970). 1972 óta a bécsi Burgtheater társulatának tagja.
Filmes pályafutása gyakorlatilag 1981-ben kezdődött, amikor Szabó István Mephisto című alkotásában kapott főszerepet. A film 1982-ben megkapta a legjobb külföldi filmért járó Oscar-díjat. Ezt követően Szabó István következő két filmje, a Redl ezredes és a Hanussen címszerepét is ő alakította.
Első felesége, Karin Katharina Müller filmrendező és forgatókönyvíró 1992-ben elhunyt.
Brandauer Bad Aussee-ben, Bécsben és New Yorkban él; a bécsi színművészeti főiskola, a Max Reinhardt Szeminárium professzora. 2007 óta Natalie Krenn a neje. 2011-ben nyugalomba vonult.

## Főbb filmszerepei
- Salzburgi kapcsolat (1972) rendező Lee H. Katzin
- Amit akartok (1973) rendező Otto Schenk
- Októberi vasárnap (1979) rendező Kovács András
- Mephisto (1981) rendező Szabó István
- Soha ne mondd, hogy soha (1983) rendező Irvin Kershner
- Redl ezredes (1984) rendező Szabó István
- Távol Afrikától (1985) rendező Sydney Pollack
- Derrick, Zálogház (1975)
- Quo vadis? (televíziós minisorozat, 1985) rendező Franco Rossi
- Az arany utcában (1986) rendező Joe Roth
- Hanussen (1988) rendező Szabó István
- Pókháló (1989) rendező Bernhard Wicki
- A francia forradalom (1989) rendező Robert Enrico, Richard T. Heffron
- Georg Elser – Einer aus Deutschland (1989) rendezője is Brandauer
- Oroszország-ház (1990) rendező Fred Schepisi
- Fehér Agyar (1991) rendező Randal Kleiser
- Becoming Colette (1991) rendező Danny Huston
- Márió és a varázsló (1994) rendezője is Brandauer
- Jeremiás (1998) rendező Harry Winer
- Rembrandt (1999) rendező Charles Matton
- Fekete csillag (1999) rendező Martha Coolidge
- Cyrano de Bergerac (2000) rendező Sven-Eric Bechtolf
- Druidák (2001) rendező Jacques Dorfmann
- Jedermanns Fest (2002) rendező Fritz Lehner
- A női lélek fájdalmai (2002) rendező Edoardo Ponti
- Sakk-matt (2003) rendező Giacomo Battiato
- Rudolf – Sissi egyetlen fia (2006) rendező Robert Dornhelm
- Tetro (2009) rendező Francis Ford Coppola
- Die Auslöschung (tévéfilm, 2012) rendező Nikolaus Leytner
- Zárójelentés (2020) rendező Szabó István

## Jelentős színházi szerepei
- Címszerep az Akárkiben a Salzburgi Ünnepi Játékokon 1983–1989
- Címszerep a Hamletben
- Címszerep Edmond Rostand Cyrano de Bergeracjában, Burgtheater, Bécs, 1999
- Címszerep Lessing Bölcs Náthánjában, Burgtheater, Bécs, 2004
- Krapp Samuel Beckett Az utolsó tekercs című monodrámájában, Burgtheater, Bécs, 2013

## Kitüntetései
- Bambi-díj 1983 és 2003
- Altaussee díszpolgára
- Tel-Aviv-i egyetem díszdoktora
- David di Donatello-díj a legjobb külföldi színésznek a Mephistóban nyújtott alakításáért, 1982
- Oscar-díj jelölés a legjobb mellékszereplőnek, Távol Afrikától, 1985
- Golden Globe-díj a legjobb mellékszereplőnek, Távol Afrikától, 1986
- Berlinale Kamera díj, 1987
- Romy-díj a legkedveltebb színésznek, 1990
- Golden Globe-díj jelölés Legjobb férfi mellékszereplő (sorozat, minisorozat vagy tévéfilm), "Introducing Dorothy Dandridge", 2000